# أنا بريئة (فلم)
أنا بريئة فيلم دراما وإثارة مصري  للمخرج حسام الدين مصطفى عام 1959، من تأليف الماكيير محمود سماحة وكتب القصة والسيناريو والحوار المؤلف السينمائي محمود صبحي. الفيلم من بطولة إيمان (ممثلة مصرية) وأحمد مظهر ورشدي أباظة وتدور الأحداث حول «فاضل»، الأديب الذي يتزوج من «ناهد» ابنة صديقه، ويعيشان حياة هادئة حتى يظهر «رمزي» ابن عمه لقضاء بعض الوقت في القاهرة. حيث يقع في حب ناهد، ولكن يكتشف الزوج الأمر ويقرر قتله.
صدر الفيلم إلى دور العرض المصرية في 31 أغسطس 1959.
منح موقع قاعدة بيانات الأفلام على الإنترنت (IMDB) الفيلم درجة 5.4/ 10.
منح موقع قاعدة بيانات الأفلام العربية «السينما.كوم» الفيلم درجة 5.6/ 10.

## أحداث الفيلم
يعيش الأديب فاضل (أحمد مظهر) بمفرده مع خادمه إدريس (حسين عسر) مفضلاً حياة الوحدة، وقد تخطى سن الشباب وهو غارقاً في تأليف رواياته. يحضر إليه ابن عم والده عبد السلام أفندي (زكي إبراهيم) يطلب منه خدمة، وأثناء مغادرته فيلا الأديب تصدمه سيارة، ويسارع إليه فاضل، ويجده بين الحياة والموت وهو يوصيه بابنته الشابة الجامعية الجميلة ناهد (إيمان) حيث أنها وحيدته في دنياه. يقوم فاضل بالواجب نحو قريبته ناهد، ويحضرها للعيش معه في فيلته. كانت ناهد من المعجبين بفاضل كأديب، وتقرأ كل رواياته، وقد تساعده في كتابة مؤلفاته على الآلة الكاتبة، وتنظم له مكتبته وكتبه، وعندما جاءتها زميلتها سلوى (سناء مظهر) تعرض عليها الزواج بشاب، ترفض ناهد لأنها تفضل الزوج أن يكون ناضجاً في الأربعين من عمره، وتفهم سلوى مقصدها، وتنصحها بإظهار أنوثتها لفاضل حتى يشعر بها، وحينما تبالغ ناهد بوضع مساحيق التبرج لإثارة فاضل، يبدو وجهها مضحكاً وينصحها فاضل بالاعتدال، ولم تفشل خطتها، فقد تزوجها فاضل وأنجبا ابنتهما سامية (عزة عزت). تمر أربع سنوات ويحضر لزيارتهم رمزي (رشدي أباظة) ابن خالة فاضل في إجازة من عمله كمهندس بترول في الخليج، ولم يكن يعلم أن فاضل قد تزوج. يقيم رمزي معهم بالفيلا الكبيرة، وتصبح فترة أجازته انفراجة لناهد التي كانت تعاني من انشغال فاضل بكتاباته. اندفعت ناهد مع شباب وحيوية رمزي حتى يقع في حبها، ويحاول تقبيلها عنوة، ويشاهدهم فاضل، ويشهر سلاحه لقتلهم، لكن ناهد تمسك بيده وتنطلق الرصاصة لكتف فاضل، ويسقط فيظنه رمزي قد فارق الحياة ويلوذ بالفرار مع ناهد. يقيم رمزي وناهد ببنسيون ماريكا (فيكتوريا حبيقة) التي تعتقد أنهم زوج وزوجته في شهر العسل. يذهب رمزي لصديقه شوقي (محمد الديب) يطلب قرضاً، ولكن شوقي يعتذر ويعرفه برفاق لعب القمار فتحي (محمود بسيوني) ورفيقته سونيا (كريمة) وسامي (أبو بكر عزت). يشترك رمزي في لعب القمار ويخسر، ولكنه يكتشف غش شوقي في ورق اللعب، فيقتله ويلوذ بالفرار. تكتشف ناهد أن فاضل لم يمت، وتطلب من رمزي أن يعيدها لبيتها وتهدده بإبلاغ الشرطة عن جريمته. يحاول رمزي قتل ناهد لضمان سكوتها ولكنه تنجو من محاولته وتصل الشرطة للقبض عليه، بينما يعلم فاضل ببراءة ناهد وتعود الحياة إلى سيرتها الأولى.

## طاقم التمثيل
- أحمد مظهر : في دور فاضل (الكاتب الروائي المشهور)

- إيمان: في دور ناهد (زوجة فاضل)

- رشدي أباظة : في دور رمزي (المهندس ابن خالة فاضل)

- حسين عسر: في دور إدريس (خادم فاضل)

- سناء مظهر: في دور سلوى (زميلة ناهد)

- زكي إبراهيم: في دور عبد السلام أفندي (والد ناهد)

- محمد الديب: في دور شوقي (صديق رمزي)

- كريمة: في دور سونيا (صديقة فتحي لاعب القمار)

- محمود بسيوني: في دور فتحي (لاعب القمار)

- فيكتوريا حبيقة: في دور مدام ماريكا (صاحبة البنسيون)

- أبو بكر عزت: في دور سامي (لاعب القمار)

بالاشتراك مع: ياسمين (الراقصة) - علي عبد العال - عواطف الحملاوي - فريال محمد.
يتضمن الفيلم رقصة للراقصة ياسمين على موسيقى «بنت البلد» للموسيقار محمد عبد الوهاب.
الفيلم هو الظهور الأول للفنان أبو بكر عزت (1933 - 2006) على شاشة السينما وكانت أعماله التي بلغت 257 عملاً قبل 1959 مقتصرة على فرقة المسرح الحر والإذاعة المصرية.

## استقبال الفيلم
كتب موقع جلولي في 13 يوليو 2013 عن الفنانة إيمان وتاريخها السينمائي القصير فقال: «يظل عملها الرائع» أنا بريئة«مع أحمد مظهر ورشدي أباظة هو الأقوى على الإطلاق؛ حيث قدمت إيمان نموذجًا لدور الفتاة الرقيقة الذي غلب على معظم أدوارها ولكن بإضافات كوميدية، رومانسية، درامية في آن واحد، كما قدمت الفنانة المصرية في ذات الشخصية دور الأم لطفلة صغيرة وهي لا تزال شابة في العشرينيات من عمرها، بل وتفاعلت مع مشاعر الأمومة بدرجة مذهلة».

## روابط خارجية
- مقالات تستعمل روابط فنية بلا صلة مع ويكي بيانات
- أنا بريئة على الدهليز
- أنا بريئة على كاروهات